# Płuca zlepione topami
Płuca zlepione topami – singel polskiego rapera Guziora, promujący album studyjny, zatytułowany Evil Things. Singel został wydany 18 maja 2018.
Nagranie otrzymało w Polsce status potrójnej platynowej płyty.

## Geneza utworu i historia wydania
Utwór napisali i skomponowali Mateusz Bluza i Wezyr.
Singel ukazał się w formacie digital download 18 maja 2018 w Polsce za pośrednictwem wytwórni płytowej QueQuality. Kompozycja została umieszczona na drugim albumie studyjnym Guziora – Evil Things.

## Teledysk
Do utworu powstał teledysk, który udostępniono w dniu premiery singla za pośrednictwem serwisu YouTube.

## Lista utworów
- Digital download[3]

1. „Płuca zlepione topami” – 5:01

## Certyfikaty
| Kraj          | Certyfikat         |
| ------------- | ------------------ |
| Polska (ZPAV) | 3x platynowa płyta |